# Tvitoppen
Der Tvitoppen (norwegisch für Zweispitz) ist ein 1490,9 m hoher Berg mit Doppelgipfel im ostantarktischen Mac-Robertson-Land. Im südlichen Teil der David Range der Framnes Mountains ragt er 10 km südsüdwestlich des Tritoppen auf.
Norwegische Kartografen, die ihn auch deskriptiv benannten, kartierten ihn anhand von Luftaufnahmen, die bei der Lars-Christensen-Expedition 1936/37 entstanden.